# Кумано нати тайся
Кумано нати тайся (яп. 熊野那智大社), также сокращённо Нати (那智); раньше называлась Кумано фусуми дзиндзя (熊野夫須美神社)) — синтоистское святилище в Хонгу в горах недалеко от городов Сингу и Танабэ. Святилище построено над водопадом Нати-но таки, крупнейшим водопадом в Японии, с перепадом воды 133 м. Кумирня примыкает к буддийскому храму Сэйганто-дзи.
Кумано нати тайся входит в число «Трёх священных гор Кумано» （яп. 熊野三山), другие два синтоистских святилища — Кумано хаятама тайся (яп. 熊野速玉大社) и Кумано хонгу тайся (яп. 熊野本宮大社).
Считается, что в святилище обитает дух водопада. Современное сооружение датируется 1853 годом. К востоку от кумирни находится древний лес, который считается священным. Кумирня была ранее связана со многочисленными буддийскими храмами, ликвидированными в эпоху Мэйдзи (конец XIX века) в результате указа по отделению буддизма от синто.
С 1871 по 1946 год святилище было официально причислено к кампэй тюся (яп. 官幣中社 средние императорские храмы) — второй по старшинству категории поддерживаемых государством святилищ.

## Духи и дополнительные кумирни
Святилище связано в первую очередь с духами (ками) Тоё-Кумону, Ухидзини, Отонодзи, Куно-но Садзути-но ками (как и в святилище Кумано хаятама тайся), а также с Идзанами (под именем Фусуми-но ками). Основными божествами считаются однако двенадцать божеств Кумано (熊野権現, Кумано гонгэн; здесь гонгэн — буддийское понятие, означающее синтоистских ками как аватаров буддийских бодхисаттв). Тринадцатым божеством Кумано считается иногда Хиро-гонгэн, дух водопада Нати-но отаки.
В святилище выставлена деревянная статуя го-синтай, копия которой находится также в музее святилища Кумано хаятама тайся. По всей Японии распределены около 3 000 бунрэй (копий).
Трёхногой небесной вороне Ятагарасу посвящена вспомогательная кумирня Какэхико-дзиндзя. 1 января священнослужитель приносит воду из водопада в чаше в форме вороны (ятагарасубо). При этом приготавливается предохранительный талисман симпу для обережения родов и урожая.

## Архитектура
Как и в двух других храмах Кумано, главные здания святилища выстроены в ряд за забором. Перед каждым из них в заборе есть крытые ворота, перед которыми верующие могут молиться соответствующему божеству. Подобно святилищу Сингу, все деревянные элементы окрашены киноварью, а стены побелены. Всего в храме поклоняются тринадцати ками, которым посвящены шесть хондэнов. Большинство из них относятся к особой разновидности стиля касуга-дзукури — кумано-гонгэн-дзукури, имеющий козырёк над входом. Слева находится длинный хондэн в стиле нагарэ-дзукури, главному ками посвящён четвёртый справа небольшой хондэн. Нынешние здания были возведены (перестроены) в XVIII веке и отремонтированы в 1935 году.

## Праздник Оги-мацури
14 июля проводится праздник Нати-но-хи-Мацури, который называется также Оги-Мацури. Это один из крупнейших праздников Японии, связанных с огнём. Во время этого праздника молодые синтоистские священнослужители несут двенадцать тяжёлых горящих факелов, а после — 12 больших паланкинов оги-микоси  к кумирне Хирю-дзминдз, связанной с императором Дзимму. Выполняется также церемония освящения рисовых ростков (дэнгаку).

## Изображения

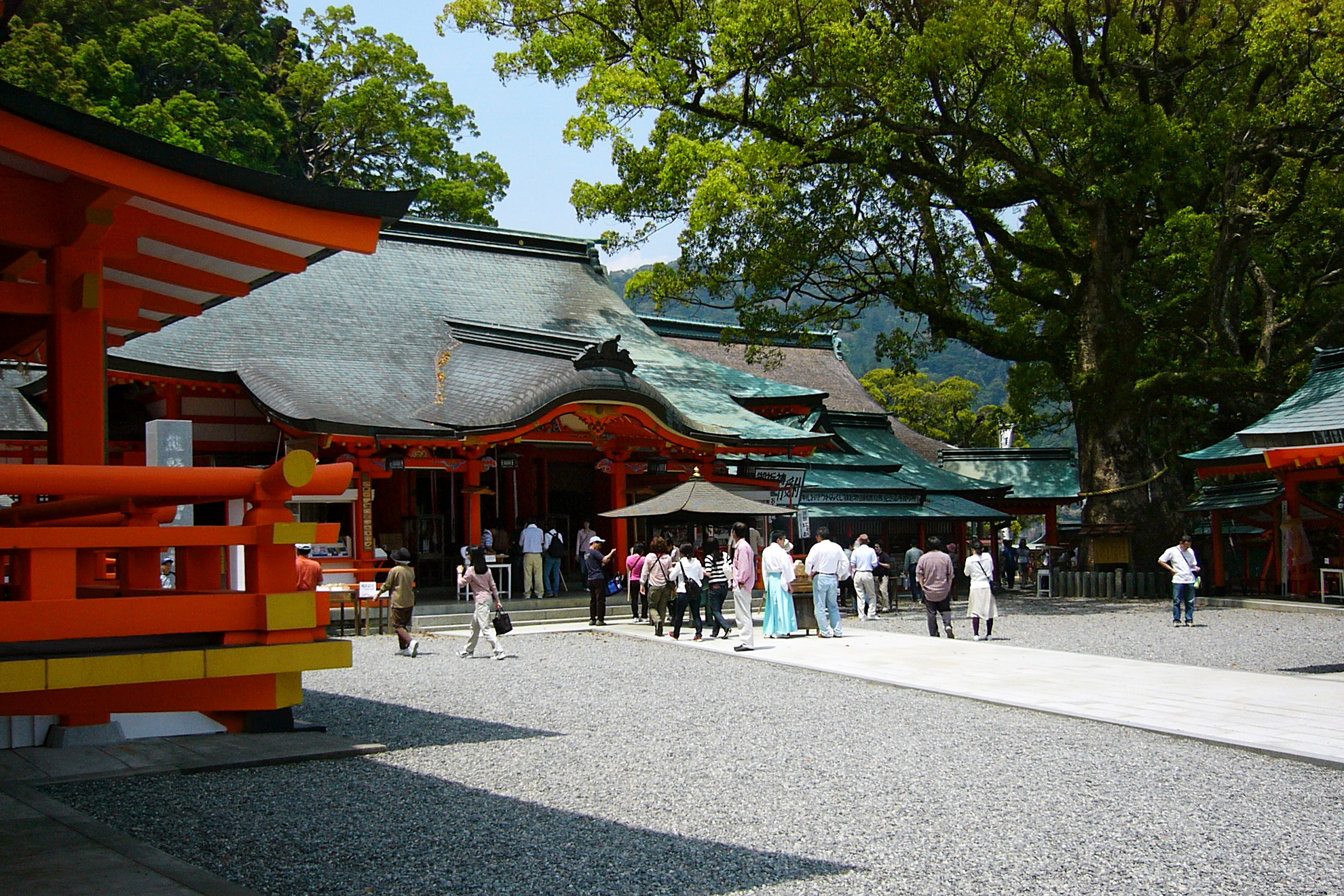
Кумано нати тайся
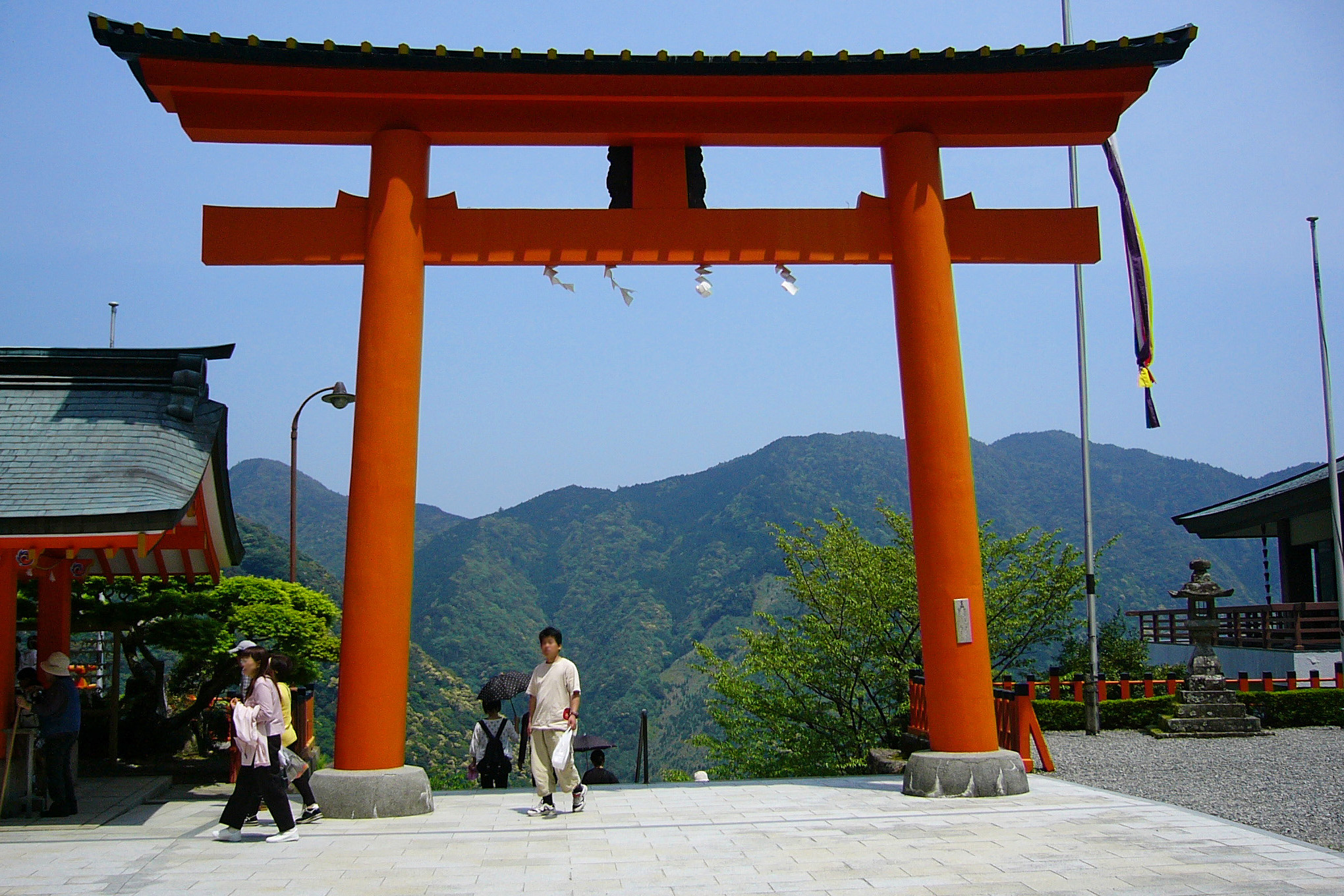
Тории Кумано нати тайся
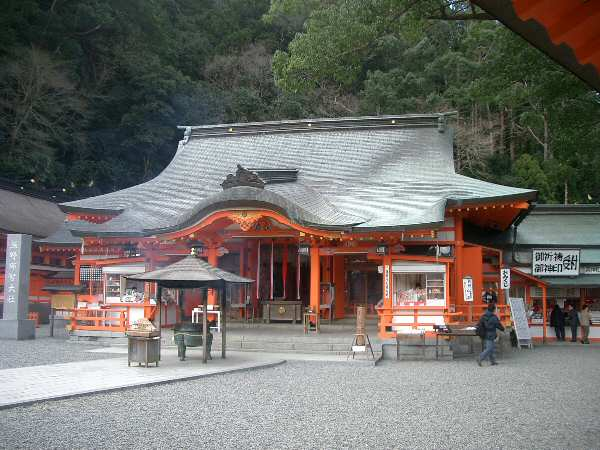
Зал церемоний
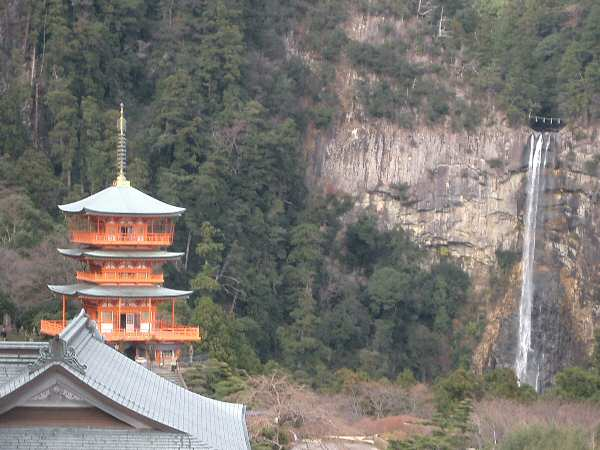
Водопад Нати